# Cissus ulmifolia
Cissus ulmifolia är en vinväxtart som först beskrevs av Bak., och fick sitt nu gällande namn av Planchon. Cissus ulmifolia ingår i släktet Cissus och familjen vinväxter. Inga underarter finns listade i Catalogue of Life.